# Venezuela ai Giochi della XXXII Olimpiade
Il Venezuela ha partecipato ai Giochi della XXXII Olimpiade, che si sono svolti a Tokyo, Giappone, dal 23 luglio all'8 agosto 2021 (inizialmente previsti dal 24 luglio al 9 agosto 2020 ma posticipati per la pandemia di COVID-19) con quarantaquattro atleti, trentuno uomini e tredici donne.
Si è trattata della diciannovesima partecipazione di questo paese ai Giochi estivi. Gli atleti hanno vinto quattro medaglie, stabilendo il record di medaglie.

## Medaglie
| Riepilogo quotidiano | Riepilogo quotidiano | Riepilogo quotidiano | Riepilogo quotidiano | Riepilogo quotidiano | Riepilogo quotidiano | Riepilogo quotidiano |
| -------------------- | -------------------- | -------------------- | -------------------- | -------------------- | -------------------- | -------------------- |
| Giorno               | Data                 |                      |                      |                      | Totale               |                      |
| 5º                   | 28                   | 0                    | 1                    | 0                    | 1                    |                      |
| 8º                   | 31                   | 0                    | 1                    | 0                    | 1                    |                      |
| 9º                   | 1°                   | 1                    | 1                    | 0                    | 2                    |                      |
| Totale               | Totale               | 1                    | 3                    | 0                    | 4                    |                      |

### Medagliere per disciplina
| Sport             | Oro | Argento | Bronzo | Totale |
| ----------------- | --- | ------- | ------ | ------ |
| Atletica leggera  | 1   | 0       | 0      | 1      |
| Ciclismo          | 0   | 1       | 0      | 1      |
| Sollevamento pesi | 0   | 2       | 0      | 2      |
| Totale            | 1   | 3       | 0      | 4      |

### Medaglie
| Medaglia | Nome                | Sport             | Evento                 |
| -------- | ------------------- | ----------------- | ---------------------- |
| Oro      | Yulimar Rojas       | Atletica leggera  | Salto triplo femminile |
| Argento  | Julio Mayora        | Sollevamento pesi | 73 kg maschile         |
| Argento  | Keydomar Vallenilla | Sollevamento pesi | 96 kg maschile         |
| Argento  | Daniel Dhers        | Ciclismo          | BMX freestyle maschile |

## Delegazione
| Sport             | Uomini | Donne | Totale |
| ----------------- | ------ | ----- | ------ |
| Atletica leggera  | 0      | 4     | 4      |
| Canottaggio       | 2      | 0     | 2      |
| Ciclismo          | 2      | 0     | 2      |
| Golf              | 1      | 0     | 1      |
| Judo              | 0      | 3     | 3      |
| Karate            | 2      | 1     | 3      |
| Nuoto             | 2      | 2     | 4      |
| Pallavolo         | 12     | 0     | 12     |
| Pugilato          | 3      | 1     | 4      |
| Scherma           | 2      | 0     | 2      |
| Sollevamento pesi | 2      | 2     | 4      |
| Tiro              | 1      | 0     | 1      |
| Tuffi             | 1      | 0     | 1      |
| Vela              | 1      | 0     | 1      |
| Totale            | 31     | 13    | 44     |

## Atletica leggera
| Q | Qualificato al turno successivo per la posizione in qualificazione                                                           |
| q | Qualificato per il turno successivo per ripescaggio o, negli eventi su campo, conquistando la misura minima per qualificarsi |

Eventi su campo
| Atleta           | Evento                        | Qualificazione | Qualificazione | Finale          | Finale          |
| Atleta           | Evento                        | Risultato      | Posizione      | Risultato       | Posizione       |
| ---------------- | ----------------------------- | -------------- | -------------- | --------------- | --------------- |
| Robeilys Peinado | Salto con l'asta femminile    | 4,55 m         | =1ª q          | 4,50 m          | =8ª             |
| Yulimar Rojas    | Salto triplo femminile        | 14,77 m        | 1ª Q           | 15,67 m         |                 |
| Ahymara Espinoza | Getto del peso femminile      | 17,17 m        | 25ª            | Non qualificata | Non qualificata |
| Rosa Rodríguez   | Lancio del martello femminile | 68,23 m        | 22ª            | Non qualificata | Non qualificata |

## Canottaggio
| Atleta                  | Evento                              | Batteria | Batteria | Ripescaggio | Ripescaggio | Semifinale | Semifinale | Finale / Finale B / Finale C | Finale / Finale B / Finale C |
| Atleta                  | Evento                              | Tempo    | Pos.     | Tempo       | Pos.        | Tempo      | Pos.       | Tempo                        | Pos.                         |
| ----------------------- | ----------------------------------- | -------- | -------- | ----------- | ----------- | ---------- | ---------- | ---------------------------- | ---------------------------- |
| César Amaris José Güipe | Due di coppia pesi leggeri maschile | 6'46"11  | 5ª R     | 7'01"46     | 5ª qC       | Bye        | Bye        | 6'36"37                      | 15ª                          |

## Ciclismo

### Ciclismo su strada
| Atleta       | Evento                  | Tempo | Posizione |
| ------------ | ----------------------- | ----- | --------- |
| Orluis Aular | Corsa in linea maschile | DNF   | DNF       |

## Golf
| Atleta          | Torneo   | Round 1   | Round 2   | Round 3   | Round 4   | Totale    | Totale | Totale    |
| Atleta          | Torneo   | Punteggio | Punteggio | Punteggio | Punteggio | Punteggio | Par    | Posizione |
| --------------- | -------- | --------- | --------- | --------- | --------- | --------- | ------ | --------- |
| Jhonattan Vegas | Maschile | 66        | 70        | 70        | 67        | 273       | –11    | 16º       |

## Judo
| Atleta             | Evento          | Preliminari           | 16-esimi             | Quarti               | Semifinali           | Ripescaggio            | Finale / FB                                 | Pos.            |                 |
| Atleta             | Evento          | Avversario Punteggio  | Avversario Punteggio | Avversario Punteggio | Avversario Punteggio | Avversario Punteggio   | Avversario Punteggio                        | Pos.            |                 |
| ------------------ | --------------- | --------------------- | -------------------- | -------------------- | -------------------- | ---------------------- | ------------------------------------------- | --------------- | --------------- |
| Anriquelis Barrios | 63 kg femminile | Davydova V 010–000    | del Toro V 010–000   | Trstenjak P 001–010  | Non qualificata      | Ozdoba-Błach V 001–000 | Finale 3º posto Beauchemin-Pinard P 000–001 | 5ª              |                 |
| Elvismar Rodríguez | 70 kg femminile | Scoccimarro P 000–001 | Non qualificata      | Non qualificata      | Non qualificata      | Non qualificata        | Non qualificata                             | Non qualificata | Non qualificata |
| Karen León         | 78 kg femminile | Sampaio P 000–010     | Non qualificata      | Non qualificata      | Non qualificata      | Non qualificata        | Non qualificata                             | Non qualificata | Non qualificata |

## Karate
Kumite
| Atleta           | Evento          | Girone               | Girone               | Girone               | Girone               | Girone | Semifinali           | Finale               | Pos.            |
| Atleta           | Evento          | Avversario Punteggio | Avversario Punteggio | Avversario Punteggio | Avversario Punteggio | Pos.   | Avversario Punteggio | Avversario Punteggio | Pos.            |
| ---------------- | --------------- | -------------------- | -------------------- | -------------------- | -------------------- | ------ | -------------------- | -------------------- | --------------- |
| Andrés Madera    | 67 kg maschile  | Kalniņš P 2–4        | Derafshipour P 3–9   | Da Costa P 0–2       | Al-Masatfa P 1–4     | 5º     | Non qualificato      | Non qualificato      | Non qualificato |
| Claudymar Garcés | 61 kg femminile | Heurtault P 8–0      | Yin X-y P 0–2        | Çoban P 2–6          | Someya V 8–5         | 3ª     | Non qualificata      | Non qualificata      | Non qualificata |

Kata
| Atleta       | Evento        | Round eliminatorio | Round eliminatorio | Ranking round | Ranking round | Finale / FB                          | Pos. |
| Atleta       | Evento        | Punteggio          | Posizione          | Punteggio     | Posizione     | Avversario Punteggio                 | Pos. |
| ------------ | ------------- | ------------------ | ------------------ | ------------- | ------------- | ------------------------------------ | ---- |
| Antonio Díaz | Kata maschile | 26,07              | 3º Q               | 26,28         | 3º Q          | Finale 3º posto Torres P 26,34–26,72 | 4º   |

## Nuoto
| Atleta         | Evento                      | Batterie | Batterie  | Semifinali      | Semifinali      | Finale          | Finale          |
| Atleta         | Evento                      | Tempo    | Posizione | Tempo           | Posizione       | Tempo           | Posizione       |
| -------------- | --------------------------- | -------- | --------- | --------------- | --------------- | --------------- | --------------- |
| Alberto Mestre | 50 m stile libero maschili  | 21"96    | 14º Q     | 22"22           | 15º             | Non qualificato | Non qualificato |
| Alberto Mestre | 100 m stile libero maschili | 49"44    | 33º       | Non qualificato | Non qualificato | Non qualificato | Non qualificato |
| Alfonso Mestre | 400 m stile libero maschili | 3'47"14  | 16º       | N.D.            | N.D.            | Non qualificato | Non qualificato |
| Alfonso Mestre | 800 m stile libero maschili | 7'52"07  | 15º       | N.D.            | N.D.            | Non qualificato | Non qualificato |
| Jeserik Pinto  | 50 m stile libero femminili | 25"65    | 32ª       | N.D.            | N.D.            | Non qualificata | Non qualificata |
| Jeserik Pinto  | 100 m farfalla femminili    | 1'06"60  | 29ª       | Non qualificata | Non qualificata | Non qualificata | Non qualificata |
| Paola Pérez    | Maratona 10 km femminili    | N.D.     | N.D.      | N.D.            | N.D.            | 2h05'45"0       | 20ª             |

## Pallavolo
| Squadra                           | Torneo   | Girone               | Girone               | Girone               | Girone               | Girone               | Girone | Quarti               | Semifinali           | Finale               | Pos.            |
| Squadra                           | Torneo   | Avversario Punteggio | Avversario Punteggio | Avversario Punteggio | Avversario Punteggio | Avversario Punteggio | Pos.   | Avversario Punteggio | Avversario Punteggio | Avversario Punteggio | Pos.            |
| --------------------------------- | -------- | -------------------- | -------------------- | -------------------- | -------------------- | -------------------- | ------ | -------------------- | -------------------- | -------------------- | --------------- |
| Nazionale maschile (Convocazioni) | Maschile | Giappone P 0–3       | Iran P 0–3           | Polonia P 1–3        | Canada P 0–3         | Italia P 0–3         | 6ª     | Non qualificata      | Non qualificata      | Non qualificata      | Non qualificata |

## Pugilato
| Atleta          | Evento                     | 16-esimi                  | Ottavi                    | Quarti                    | Semifinali                | Finale                    | Pos.                      |
| Atleta          | Evento                     | Avversario Punteggio      | Avversario Punteggio      | Avversario Punteggio      | Avversario Punteggio      | Avversario Punteggio      | Pos.                      |
| --------------- | -------------------------- | ------------------------- | ------------------------- | ------------------------- | ------------------------- | ------------------------- | ------------------------- |
| Yoel Finol      | Pesi mosca maschile        | Tanaka P 0–5              | Non qualificato           | Non qualificato           | Non qualificato           | Non qualificato           | Non qualificato           |
| Gabriel Maestre | Pesi welter maschile       | Ritirato prima dei Giochi | Ritirato prima dei Giochi | Ritirato prima dei Giochi | Ritirato prima dei Giochi | Ritirato prima dei Giochi | Ritirato prima dei Giochi |
| Nalek Korbaj    | Pesi mediomassimi maschile | Houmri P 2–3              | Non qualificato           | Non qualificato           | Non qualificato           | Non qualificato           | Non qualificato           |
| Irismar Cardozo | Pesi mosca femminile       | Sorrentino P 0–5          | Non qualificata           | Non qualificata           | Non qualificata           | Non qualificata           | Non qualificata           |

## Scherma
| Atleta        | Evento                        | 32-esimi             | 16-esimi             | Ottavi               | Quarti               | Semifinali           | Finale / FB          | Pos.            |
| Atleta        | Evento                        | Avversario Punteggio | Avversario Punteggio | Avversario Punteggio | Avversario Punteggio | Avversario Punteggio | Avversario Punteggio | Pos.            |
| ------------- | ----------------------------- | -------------------- | -------------------- | -------------------- | -------------------- | -------------------- | -------------------- | --------------- |
| Rubén Limardo | Spada individuale maschile    | Bye                  | Cannone P 12–15      | Non qualificato      | Non qualificato      | Non qualificato      | Non qualificato      | Non qualificato |
| José Quintero | Sciabola individuale maschile | Yoshida V 15–13      | Szilágyi P 7–15      | Non qualificato      | Non qualificato      | Non qualificato      | Non qualificato      | Non qualificato |

## Sollevamento pesi
| Atleta              | Evento          | Strappo   | Strappo    | Slancio   | Slancio    | Totale | Classifica |
| Atleta              | Evento          | Risultato | Classifica | Risultato | Classifica | Totale | Classifica |
| ------------------- | --------------- | --------- | ---------- | --------- | ---------- | ------ | ---------- |
| Julio Mayora        | 73 kg maschile  | 156       | 2º         | 190       | 2º         | 346    |            |
| Keydomar Vallenilla | 96 kg maschile  | 177       | 2º         | 210       | 2º         | 387    |            |
| Yusleidy Figueroa   | 59 kg femminile | 91        | 7ª         | 115       | 5ª         | 206    | 6ª         |
| Naryury Pérez       | 87 kg femminile | 112       | 4ª         | 130       | 8ª         | 242    | 7ª         |

## Tiro a segno/volo
| Atleta      | Evento                                | Qualificazione | Qualificazione | Finale          | Finale          |
| Atleta      | Evento                                | Punteggio      | Classifica     | Punteggio       | Classifica      |
| ----------- | ------------------------------------- | -------------- | -------------- | --------------- | --------------- |
| Julio Iemma | Carabina 10 m aria compressa maschile | 618,3          | 43º            | Non qualificato | Non qualificato |
| Julio Iemma | Carabina 50 m 3 posizioni maschile    | 1132           | 39º            | Non qualificato | Non qualificato |

## Tuffi
| Atleta      | Evento                    | Preliminari | Preliminari | Semifinale      | Semifinale      | Finale          | Finale          |
| Atleta      | Evento                    | Punti       | Classifica  | Punti           | Classifica      | Punti           | Classifica      |
| ----------- | ------------------------- | ----------- | ----------- | --------------- | --------------- | --------------- | --------------- |
| Óscar Ariza | Piattaforma 10 m maschile | 327,05      | 22º         | Non qualificato | Non qualificato | Non qualificato | Non qualificato |

## Vela
| Atleta      | Evento        | Regata | Regata | Regata | Regata | Regata | Regata | Regata | Regata | Regata | Regata | Regata | Punteggio Totale | Punteggio Netto | Classifica |
| Atleta      | Evento        | 1      | 2      | 3      | 4      | 5      | 6      | 7      | 8      | 9      | 10     | M      | Punteggio Totale | Punteggio Netto | Classifica |
| ----------- | ------------- | ------ | ------ | ------ | ------ | ------ | ------ | ------ | ------ | ------ | ------ | ------ | ---------------- | --------------- | ---------- |
| Andrés Lage | Finn maschile | 15     | 18     | 18     | 18     | 19     | 18     | 18     | 17     | 19     | 13     | EL     | 173              | 154             | 18º        |